# Verrasztó Evelyn
Verrasztó Evelyn (Budapest, 1989. július 17. –) Európa-bajnok magyar úszó, olimpikon. Ötvenkétszeres magyar bajnok. Édesapja Verrasztó Zoltán, bátyja, Verrasztó Dávid szintén úszó.

## Pályafutása
2002-ben szerezte első érmét a felnőtt magyar bajnokságon. 2004-ben az ifjúsági Európa-bajnokságon váltóban arany-, 200 m háton bronzérmes, 400 m gyorson hetedik volt. Az olimpián 200 m háton 14. helyen végzett. A rövid pályás Európa-bajnokságon 100 m vegyesen 23., 200 m vegyesen 16., 400 m gyorson 13., 200 m háton 10. lett.
A 2005-ös ifjúsági Eb-n a 4 × 100 m gyorsváltóval első, a 4 × 200 méteres gyors váltóval és 200 m háton második, 400 m gyorson hatodik volt. A rövid pályás Eb-n 200 m vegyesen és 400 m vegyesen kiesett. 200 m háton kilencedik lett.
A 2006-os úszó Eb-n 50 m háton 23., 100 m háton 12., 200 m háton hatodik, a 4 × 200 m gyorsváltóval nyolcadik, 50 m gyorson 31., 400 m gyorson 20., a 4 × 100 méteres vegyes váltóval hatodik lett. A rövid pályás Eb-n 200 m vegyesen ötödik, 50 m háton 17., 200 m háton negyedik volt. 2006-ban és 2007-ben több alkalommal javított országos csúcsot 50 m, 100 m és 200 m gyorson.
A 2007-es világbajnokságon 200 méteres vegyesen 13., 1500 méter gyorson 15., 50 m háton 33., 200 m háton 15. lett. 2007 decemberében Debrecenben rövid pályás Eb-bronzérmet szerzett. A francia Camille Muffat 2:09,05 perces eredménnyel, a lengyel Katarzyna Baranowska 2:09,25-dal előzte meg. Ugyanitt Mutina Ágnes, Tompa Orsolya, Hosszú Katinka és Evelyn együtt indult a női 4 × 200 méteres gyorsúszásban, 8:02,36-os idővel a hatodikak lettek. 100 m vegyesen hatodik, 4 × 50 méteres vegyesen és 200 m gyorson negyedik volt.
a 2008-as Európa-bajnokságon 200 méteres női vegyesúszásban ezüstérmes, 200 m háton és 200 m gyorson negyedik, a 4 × 200-as gyors váltóval hatodik, a 4 × 100 méteres vegyes váltóval hetedik lett. A 2008. évi nyári olimpiai játékokon 2:12,52 perces országos csúcsot úszott 200 vegyesen a selejtezőben. A csúcsot az elődöntőben tovább javította (2:12,18), ami holtversenyes nyolcadik helyezést ért, így Verrasztó újraúszásra kényszerült a döntőért, amit elvesztett és 9. lett. A 4 × 200 méteres gyorsváltóval hatodik, 200 m háton 17. volt. A rövid pályás Európa-bajnokságon 200 m vegyesen, az országos csúcsot kétszer megdöntve lett második. 100 m vegyesen három magyar csúccsal szintén ezüstérmes volt. A 4 × 50 méteres vegyes váltóval 9., 400 méter vegyesen hetedik lett.
A 2009-es vb-n 200 méter vegyesen hetedik, 100 m és 200 m gyorson valamint a 4 × 100 méteres gyorsváltóval nyolcadik, a 4 × 200 méteres gyorsváltóval hatodik volt. A 4 × 100 méteres vegyes váltóval 14.-ként végzett. Novemberben rövid pályán világcsúcsot úszott.
A 2009-es rövid pályás Európa-bajnokságon Isztambulban 200 méteres vegyesúszásban élete első felnőtt aranyérmét nyerte, világcsúccsal, 2:04.64 időeredménnyel. 100 m vegyesen és 200 m gyorson második volt.
A 2010-es úszó-Európa-bajnokságon 200 méteres vegyesúszásban Hosszú Katinka mögött egyetlen századmásodperccel lemaradva ezüstérmes lett, majd ugyanazon a napon a 4 × 200 méteres gyorsúszásban a váltó utolsó tagjaként úszott, amelyet megnyert a magyar csapat. Ugyanitt a 4 × 100 méteres gyors váltóval negyedik, 100 méter és 200 méter gyorson ötödik, a 4 × 100 méteres vegyes váltóval a kilencedik helyen végzett.
A 2010-ben, Eindhovenben rendezett 2010-es rövid pályás úszó-Európa-bajnokságon 100 és 200 méteres vegyesúszásban aranyérmes lett. 200 m gyorson harmadik helyen ért célba. A rövid pályás világbajnokságon 100 m vegyesen és 200 m gyorson hatodik, 200 m vegyesen ötödik, a 4 × 200 méteres gyorsváltóval hetedik lett.
A 2011-es világbajnokságon 100 méter gyorson 30., 200 m gyorson 16., 200 m vegyesen 11., a 4 × 200 méteres gyorsváltóval az ötödik helyen zárt. A rövid pályás Eb-n 200 méter vegyesen második, 200 m gyorson harmadik, 100 m vegyesen negyedik volt. Az év végén tagja volt az Európa-válogatottnak.
A 2012-es Európa-bajnokságon a 4 × 100 méteres gyorsváltóval negyedik, 100 méter gyorson 22., 200 m vegyesen harmadik, a 4 × 200 méteres gyorsváltóval második, 200 méter gyorson nyolcadik, a 4 × 100 méteres vegyes váltóban hatodik lett. Az olimpián a 4 × 100 méteres gyorsváltóval 15. volt. 200 méter vegyesen nyolcadik helyen jutott az elődöntőbe, ahol a kilencedik helyen végzett. A 4 × 200 m gyorsváltóval a kilencedikek lettek a selejtezőben. A döntőről két századmásodperccel maradtak le. Tagja volt a 4 × 100 méteres vegyes váltónak, amit kizártak a selejtezőben. A 2012-es rövid pályás úszó-világbajnokságon 800 m gyorson 15., 50 m háton 25., 100 m háton 24., 200 m háton 9., a 4 × 200 m gyorsváltóval negyedik volt.
2013 januárjától a Magyar Úszó Szövetség sportolói bizottságának tagja lett. A 2013-as világbajnokságon 100 méter pillangón egyéni csúcsbeállítással (58,95) 14. lett a selejtezőben, 12. az elődöntőben (58,74). 100 méter gyorson 17. helyen végzett. Egy visszalépés miatt indulhatott az elődöntőben is, ahol a 15. helyet szerezte meg. 200 méter háton 12.-ként jutott tovább a selejtezőből. A középdöntőben 16. lett. A rövid pályás Európa-bajnokságon a 4 × 50 m gyors váltóban nyolcadik lett. 100 és 200 méter vegyesen hatodik helyezést ért el. 200 méter gyorson ötödik helyen ért célba.
A 2014-es úszó-Európa-bajnokságon 100 m pillangón 17., 200 m vegyesen negyedik, 400 m vegyesen hatodik, 4 × 200 m gyorsváltóval harmadik helyezést szerzett. 200 m pillangón a selejtezőben nyolcadik lett, de harmadik magyarként kiesett. A 2014-es rövid pályás úszó-világbajnokságon 200 m gyorson és 100 m vegyesen nyolcadik, 200 m vegyesen hatodik lett. A 4 × 200 m gyorsváltóval negyedik helyen értek célba.
A 2015-ös úszó-világbajnokságon 200 m gyorson 30., 100 m pillangón 25., a vegyes vegyes váltóval nyolcadik lett. A 2016-os úszó-Európa-bajnokságon 100 m gyorson nyolcadik, 200 m gyorson és 200 m vegyesen ötödik, a 4 × 200 méteres gyors váltóban első, a vegyes vegyes váltóban harmadik helyen végzett.
A 2017-es budapesti világbajnokságon a 4 × 100 méteres gyorsváltóval 9., 200 méteres gyorsúszásban 23. lett. A  4 × 100 méteres mix gyorsváltó tagjaként 6. helyen végzett. A decemberi rövid pályás Európa-bajnokságon 200 méteres vegyesúszásban ezüstérmet szerzett.
A 2019-es világbajnokságon egyéniben 100 méter gyorson indult volna, de visszalépett, a 4x200-as gyorsváltó tagjaként azonban döntőbe jutott és olimpiai kvalifikációt szerzett csapattársaival.
A 2021 májusában Budapesten rendezett Európa-bajnokságon a 4 × 200 méteres gyorsváltó tagjaként ezüstérmet szerzett. A tokiói olimpián a 4 × 200-as gyorsváltóval (Kapás Boglárka, Jakabos Zsuzsanna, Veres Laura, Késely Ajna) a 7. helyen zárt.

## Magyar bajnokság

### 50 méteres medence
| 50 méter               | 2002 | 2003 | 2004 | 2005 | 2006 | 2007 | 2008 | 2009 | 2010 | 2011 | 2012 | 2013 | 2014 | 2015 | 2016 | 2017 | 2018 | 2019 | 2020 | 2022 | 2023 | 2024 |
| ---------------------- | ---- | ---- | ---- | ---- | ---- | ---- | ---- | ---- | ---- | ---- | ---- | ---- | ---- | ---- | ---- | ---- | ---- | ---- | ---- | ---- | ---- | ---- |
| 50 m gyors             |      |      |      | 6.   | 2.   | 1.   | 1.   | 1.   |      | 3.   |      |      |      | 3.   |      | 2.   | 3.   | 7.   | 6.   |      | 2.   | 8.   |
| 100 m gyors            |      |      |      |      |      | 1.   | 1.   | 1.   | 1.   | 2.   | 1.   | 1.   |      |      | 1.   | 2.   | 1.   | 3.   | 2.   | 5.   | 8.   |      |
| 200 m gyors            |      |      |      | 3.   |      | 2.   |      |      |      |      |      | 2.   |      |      |      | 3.   | 2.   | 3.   |      |      |      |      |
| 400 m gyors            | 6.   | 6.   | 3.   | 4.   | 2.   | 1.   |      |      | 1.   |      |      |      |      |      |      |      |      |      |      |      |      |      |
| 800 m gyors            | 3.   | 4.   | 5.   | 4.   |      | 1.   | 1.   |      |      |      |      |      |      |      |      |      |      |      |      |      |      |      |
| 1500 m gyors           | 4.   | 4.   | 4.   |      |      |      |      |      |      |      |      |      |      |      |      |      |      |      |      |      |      |      |
| 50 m mell              |      |      |      |      |      |      | 1.   | 1.   | 2.   | 2.   | 2.   | 1.   |      | 3.   |      |      |      |      |      |      |      |      |
| 50 m hát               |      |      |      | 6.   | 3.   | 2.   | 3.   | 1.   | 2.   |      | 1.   |      | 2.   | 1.   |      |      |      |      |      |      |      |      |
| 100 m hát              |      |      | 5.   | 4.   | 3.   | 2.   | 2.   | 1.   |      |      | 2.   | 3.   |      |      |      |      | 8.   |      |      |      |      |      |
| 200 m hát              | 5.   | 2.   | 2.   | 2.   | 1.   |      |      | 1.   |      |      |      | 3.   |      |      |      |      |      |      |      |      |      |      |
| 50 m pillangó          |      |      |      |      |      |      | 5.   |      |      | 1.   | 4.   | 4.   | 1.   | 1.   | 2.   |      |      | 6.   | 3.   | 6.   |      |      |
| 100 m pillangó         |      |      |      |      |      |      | 4.   |      |      | 1.   | 5.   | 2.   | 1.   | 1.   | 1.   |      | 1.   |      | 2.   | 5.   | 5.   |      |
| 200 m pillangó         |      |      |      |      |      |      |      |      |      |      |      |      | 2.   |      |      |      |      |      |      |      |      |      |
| 200 m vegyes           |      | 2.   | 3.   | 4.   | 5.   |      | 1.   | 1.   | 1.   | 1.   | 1.   |      |      |      |      | 3.   | 2.   |      |      |      |      |      |
| 4 × 100 m gyors        |      |      |      | 3.   |      | 1.   | 1.   | 1.   | 1.   | 1.   | 1.   | 1.   |      |      |      | 2.   | 2.   | 2.   |      | 7.   | 4.   | 4.   |
| 4 × 200 m gyors        |      |      |      | 2.   |      | 1.   | 1.   | 1.   | 1.   | 1.   | 1.   | 1.   |      |      |      |      | 3.   | 1.   |      |      | 4.   | 1.   |
| 4 × 100 m vegyes       |      |      |      | 3.   |      | 1.   | 1.   | 1.   | 1.   | 1.   | 1.   | 1.   |      |      |      | 4.   | 4.   | 4.   |      | 7.   | 4.   |      |
| 4 × 100 m gyors (mix)  |      |      |      |      |      |      |      |      |      |      |      |      |      |      |      | 2.   | 1.   | 5.   |      |      |      |      |
| 4 × 100 m vegyes (mix) |      |      |      |      |      |      |      |      |      |      |      |      |      |      |      | 1.   | 1.   |      |      |      |      |      |

## Rekordjai
| 50 m gyors - 26,27 (2006. december 17., Budapest) országos csúcs - 26,24 (2007. július 28., Budapest) országos csúcs - 26,11 (2007. július 29., Budapest) országos csúcs - 25,91 (2007. július 29., Budapest) országos csúcs - 25,28 (2009. június 28., Eger) országos csúcs 100 m gyors - 56,27 (2006. december 16., Budapest) országos csúcs - 56,15 (2007. július 25., Budapest) országos csúcs - 55,60 (2007. július 26., Budapest) országos csúcs - 55,28 (2007. július 27., Budapest) országos csúcs - 54,61 (2009. március 26., Budapest) országos csúcs - 54,21 (2009. április 4., Málaga) országos csúcs - 53,99 (2009. április 5., Málaga) országos csúcs - 53,94 (2009. július 30., Róma) országos csúcs - 53,74 (2009. július 30., Róma) országos csúcs 200 m gyors - 2:00,05 (2007. február 10., Göteborg) országos csúcs - 1:59,68 (2007. július 28., Budapest) országos csúcs 200 m vegyes - 2:12,93 (2008. március 21., Eindhoven) országos csúcs - 2:12,91 (2008. június 15., Canet-en-Roussillon) országos csúcs - 2:12,52 (2008. augusztus 11., Peking) országos csúcs - 2:12,18 (2008. augusztus 12., Peking) országos csúcs - 2:11,04 (2009. április 5., Málaga) országos csúcs - 2:09,87 (2009. június 28., Eger) országos csúcs | 50 m gyors, rövid pálya - 25,56 (2008. november 14., Százhalombatta) országos csúcs - 25,08 (2009. november 22., Zágráb) országos csúcs 100 m gyors, rövid pálya - 55,21 (2007. november 16., Debrecen) országos csúcs - 54,22 (2008. november 23., Zágráb) országos csúcs - 53,23 (2009. november 7., Moszkva) országos csúcs - 52,90 (2009. november 7., Moszkva) országos csúcs 200 m gyors, rövid pálya - 1:58,92 (2006. november 11., Debrecen) országos csúcs - 1:58,16 (2006. november 11., Debrecen) országos csúcs - 1:55,86 (2007. november 17., Debrecen) országos csúcs - 1:55,77 (2007. december 16., Debrecen) országos csúcs - 1:55,23 (2007. december 16., Debrecen) országos csúcs - 1:53,86 (2009. december 13., Isztambul) országos csúcs - 1:52,61 (2009. december 13., Isztambul) országos csúcs 400 m gyors, rövid pálya - 4:01,22 (2009. november 15., Százhalombatta) országos csúcs - 3:59,68 (2009. november 15., Százhalombatta) országos csúcs 200 m hát, rövid pálya - 2:06,27 (2006. november 10., Debrecen) országos csúcs - 2:05,91 (2009. november 6., Moszkva) országos csúcs - 2:05,83 (2012. december 14., Isztambul) országos csúcs 100 m vegyes, rövid pálya - 1:02,25 (2007. november 17., Debrecen) országos csúcs - 1:01,38 (2007. december 14., Debrecen) országos csúcs - 1:01,01 (2007. december 14., Debrecen) országos csúcs - 1:00,93 (2008. december 12., Fiume) országos csúcs - 59,93 (2008. december 12., Fiume) országos csúcs - 59,49 (2008. december 13., Fiume) országos csúcs - 58,61 (2009. december 11., Isztambul) országos csúcs - 58,21 (2009. december 12., Isztambul) országos csúcs 200 m vegyes, rövid pálya - 2:12,32 (2006. december 7., Helsinki) országos csúcs - 2:11,07 (2007. november 16., Debrecen) országos csúcs - 2:09,83 (2007. december 13., Debrecen) országos csúcs - 2:08,51 (2008. december 11., Fiume) országos csúcs - 2:07,93 (2008. december 11., Fiume) országos csúcs - 2:06,01 (2009. november 6., Moszkva) világcsúcs - 2:04,64 (2009. december 10., Isztambul) világcsúcs |

## Díjai, elismerései
- A Magyar Köztársasági Bronz Érdemkereszt (polgári tagozat) (2008)[39]
- Az év magyar úszója (2008)
- Az év magyar csapata választáson harmadik helyezett női gyorsváltó tagja (2010)